# Hasan Tahsin Uzer

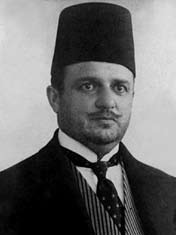
Hasan Tahsin Bey

Hasan Tahsin Bey (* 27. August 1878 in Thessaloniki, gest. 5. Dezember 1939) war ein osmanischer Bürokrat und türkischer Politiker albanischer Abstammung von der Republikanischen Volkspartei (CHP). Er war Gouverneur der osmanischen Vilâyets (Provinzen) Aydın, Erzurum, Van und Syrien sowie Parlamentsabgeordneter der Wahlkreise Ardahan, Erzurum und Konya. Er war Zeitzeuge des Völkermordes an den Armeniern.

## Leben und Karriere
Hasan Tahsin war ein Nachkomme des albanischen Kämpfers Skanderbeg und wurde als Sohn von Ibarahim Agha sowie Hatice Hanim geboren. Er war auch Kindheitsfreund des türkischen Staatsgründers Mustafa Kemal Atatürk. Nachdem er die osmanische Verwaltungsfachschule besucht und damit 1897 die Schule Mekteb-i Mülkiye abgeschlossen hatte, wurde er der Direktor des Subbezirks Pürsıçan (Protosani), später von Çiç und Alnus. Ab 1902 war er Bezirksgouverneur von Razlık, Gevgeli, Florina und Kesendire, bis er 1913 der Gouverneur (Vali) von Van wurde. Für seine Verdienste im Krieg erhielt er die Goldene Liakat-Kriegsmedaille. Allerdings wurde Tahsin 1914 von seinem Posten entfernt und nach Erzurum versetzt, wo er bis zum 12. September 1916 als Gouverneur diente. Danach wurde er nach Syrien transferiert; er trat von seinem Amt am 18. Juni 1918 zurück, wurde wenige Monate später jedoch wieder eingesetzt. Nachdem die Türken im Ersten Weltkrieg die Provinz Syrien Ende 1918 verloren, wurde Tahsin nach Aydın versetzt, wo er für wenige Wochen als Gouverneur wirkte. Tahsin Bey wurde als Vertreter von Izmir in das Abgeordnetenhaus gewählt.

## Völkermord an den Armeniern
Der in Van wirkende Missiondarzt Clarence Ussher beschreibt in seinen Memoiren An American Physician in Turkey: A Narrative of Adventures in Peace and War, dass Hasan Tahsin, der „starke und liberal gesinnte“ Wali der Provinz, dessen Wirken friedlich war, im Februar 1915 durch Cevdet Bey, den Schwager des türkischen Armeekommandeurs Enver Pascha, ersetzt wurde. Cevdet Bey war verantwortlich für die Massaker an den Armeniern in und um Van. Ussher berichtete, dass 55.000 Armenier bei diesen Massakern getötet wurden.
In seiner Zeit als Gouverneur von Erzurum begann die Deportation der Armenier. Nachdem er den Befehl erhielt, die Deportationen durchzuführen, zögerte er. Er wandte sich an die 3. Armee, die nahe Erzurum stationiert war, um die Deportationen aufzuhalten, da er vermutete, dass die Ländereien, das Vermögen und das Leben der Deportierten in Gefahr seien. Der Geschichtswissenschaftler Raymond Kévorkian beschreibt, dass Tahsin „sich den Valis, Mutasarrifs und Kaymakams anschloss, die bei der Umsetzung der Deportationsbefehle ein gewisses Maß an Zurückhaltung zeigten, da sie sich vollkommen bewusst waren, was dies für die Beteiligten bedeutete.“ Kévorkian fügt hinzu, dass Tahsins Reaktion auf die Deportationen zeigt, dass die Militärautoritäten die Deportationsbefehle durchsetzten und dass die Politiker keine andere Wahl hatten, als sich mit den vollendeten Tatsachen abzufinden. Das Militärpersonal stand gemäß Hasan Tahsin Bey unter dem Befehl der Zentralregierung und war direkt an der „Säuberung“ der Armenier um Erzurum beteiligt. Währenddessen erklärte er in einem codierten Telegramm an die Zentralregierung am 24. Mai 1915, dass die Armenier keine Bedrohung seien. Er versuchte, Frauen, Kindern und Älteren die Deportation zu ersparen, scheiterte jedoch; die Armee deportierte sämtliche Armenier. Tahsin Bey musste gegenüber den Deportationsbefehlen gefügig sein, wenn auch widerwillig, um so härtere Maßnahmen zu verhindern. Tahsin erklärte Max Erwin von Scheubner-Richter, dem deutschen Vizekonsul von Erzurum, seine Gefügigkeit mit der Absicht, das Geschehen „abzumildern“. Scheubner-Richter bestätigte, dass Tahsin „tat, was er konnte, doch er hatte keine Macht.“ Auch der amerikanische Missionar Robert Stapleton bestätigte, dass Tahsin sämtliche Befehle, die Armenier zu massakrieren, ablehnte, jedoch von „höherer Gewalt zurückgewiesen“ wurde.

## Wirken nach dem Krieg unter Atatürk

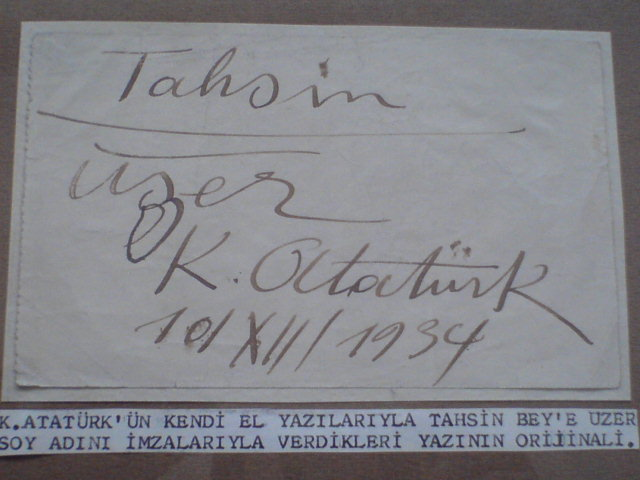
Der von Atatürk vergebene und unterzeichnete Nachname von Uzer (10. Juli 1934)

Am 2. August 1919, gegen Ende des Völkermords an den Armeniern, sagte Tahsin Bey während der Prozesse von Mamuretülaziz aus, dass die Spezialorganisation Teşkilât-ı Mahsusa unter dem Kommando von Bahaettin Schakir mobilisiert wurde, um Armenier zu töten. Gemäß seinem Zeugenbericht protestierte er, als die Befehle für die Deportation und die Massakrierung erteilt wurden, und sagte, dass die Armenier schuldlos waren und die örtliche armenische Bevölkerung keinen Aufstand plante. Er erklärte auch, dass der Widerstand von Van nicht ausgerufen worden wäre, wenn die osmanische Regierung nicht die Armenier provoziert hätte. Tahsin bestätigte auch, dass er versuchte, die Sicherheit der Deportierten unter seinem Zuständigkeitsbereich zu gewährleisten. Allerdings wurden trotz seiner Bemühungen viele Konvois im Umfeld der Stadt „vernichtet“. Hasan Tahsin Bey fasste seine Erlebnisse wie folgt zusammen:

„Während der Deportation der Armenier war ich in Erzurum... Die Karawanen wurden Ziel von Angriffen und Morden als Folge der Aktionen derjenigen, die sich unter dem Namen Teş-ı Mahsusa [sic] versammelt haben. Die Teskilat-ı Mahsusa bestand aus zwei Einheiten. Als ich aus Erzurum zurückkam, wurde die Teşkilat-ı Mahsusa eine große Kraft und sie wurde in den Krieg miteinbezogen. Die Armee wusste es. Dann gab es eine andere Teşkilat-ı Mahsusa, und die trug die Handschrift von Bahaeddin Şakir. Mit anderen Worten sandte er als Kopf der Teşkilat-ı Mahsusa Telegramme herum... Bahaeddin Şakir hatte einen Code. Er verständigte sich damit mit der Hohen Pforte und dem Innenministerium. Während der Deportation kommunizierte er auch mit der Armee. Bahaeddin Şakir hatte zwei unterschiedliche Codes, um mit der Hohen Pforte und dem Kriegsministerium zu kommunizieren“

Dennoch wurde er von den britischen Besatzungskräften festgenommen und nach Malta verschifft. Nach seiner Freilassung ließ er sich in die Große Nationalversammlung wählen und vertrat darin die Städte Ardahan (1924), Erzurum (1927) und Konya (1933).
Bei der Einführung des Familiennamensgesetzes nahm Hasan Tahsin Bey auf Drängen Mustafa Kemal Atatürks im Dezember 1934 den Nachnamen Uzer an.
Hasan Tahsin Bey hatte zwei Söhne und zwei Töchter.

## Bibliografie
- Clarence D. Ussher: An American Physician in Turkey: A Narrative of Adventures in Peace and War. Houghton Mifflin Company, Boston und New York 1917 (archive.org [PDF]).
- Raymond H. Kévorkian: The Armenian genocide : a complete history. Reprinted- Auflage. I. B. Tauris, London 2010, ISBN 1-84885-561-3 (eingeschränkte Vorschau in der Google-Buchsuche).
- J. M. Winter: America and the Armenian Genocide of 1915. Cambridge University Press, 2003, ISBN 978-0-511-16382-1 (eingeschränkte Vorschau in der Google-Buchsuche).